# Bullard (Texas)
Bullard is een plaats (town) in de Amerikaanse staat Texas, en valt bestuurlijk gezien onder Cherokee County en Smith County.

## Demografie
Bij de volkstelling in 2000 werd het aantal inwoners vastgesteld op 1150.
In 2006 is het aantal inwoners door het United States Census Bureau geschat op 1656, een stijging van 506 (44,0%).

## Geografie
Volgens het United States Census Bureau beslaat de plaats een oppervlakte van
3,7 km², geheel bestaande uit land. Bullard ligt op ongeveer 159 m boven zeeniveau.

## Plaatsen in de nabije omgeving
De onderstaande figuur toont nabijgelegen plaatsen in een straal van 20 km rond Bullard.